# Huetstock
Der Huetstock oder Wild Geissberg ist ein 2676 m ü. M. hoher Berg zwischen dem Melchtal und dem Engelbergertal in der Schweiz. Er liegt in den Urner Alpen auf der Kantonsgrenze zwischen Obwalden und Nidwalden.

## Umgebung
Benachbarte Berge sind das Nünalphorn und der Rotsandnollen, welche mit dem Huetstock zur Untergruppe der Östlichen Melchtaler Alpen, die sich zwischen der Melchaa und der Engelberger Aa erheben, gehören. Andererseits werden sie auch zu den Unterwaldner Voralpen und damit zu den Luzerner und Unterwaldner Voralpen (Untersektion 14.III der SOIUSA-Klassifizierung) gezählt.

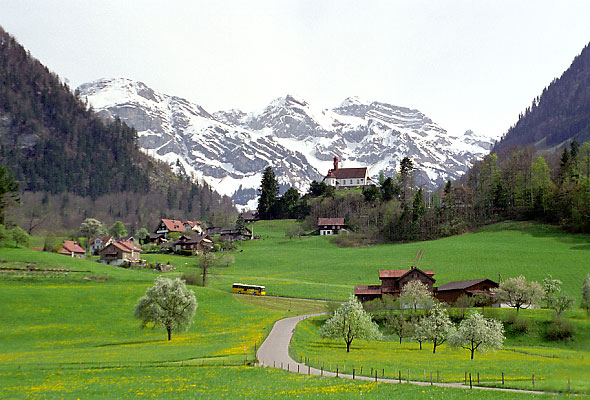
Blick auf Flüeli-Ranft, im Hintergrund die Melchtaler Berge, v. l. n. r.: Widderfeld Stock, Nünalphorn, Huetstock und Barglen

Zusammen mit dem Widderfeld Stock, dem Nünalphorn und dem Barglen bildet der Huetstock das Panorama der Melchtalerberge, wie es vom Kantonshauptort Sarnen und von Flüeli-Ranft aus zu sehen ist.

## Fauna
Am Huetstock lebt eine Kolonie von Steinböcken. Der Bestand lag in den Jahren 2009 bis 2011 jeweils knapp über 150 und sank danach ab. In den Jahren 2013 und 2014 lag er jeweils um 90. Das Gebiet des Huetstocks ist als eines der 41 eidgenössischen Jagdbanngebiete geschützt.